# Giovanni De Carolis
Giovanni De Carolis (født 21. august 1984 i Rom i Italien) er en italiensk professionel bokser, der var WBA (almindelig) supermellemvægtmester i 2016. Han var den 4. italiener der blev verdensmester i supermellemvægt efter Mauro Galvano, Vincenzo Nardiello e Cristian Sanavia.

## Professionel karriere
De Carolis fik sin professionelle debut den 17. november 2007 og scorede en 2. omgangs teknisk knockout over Marian Tomcany. Den 14. juni 2008 kæmpede for første gang De Carolis uden for sit hjemland Italien hvor han rejste til Ukraine og led sit første nederlag imod den regerende IBF ungdoms-mellemvægtmester Max Bursak, som stoppede ham i 8. omgang.  De Carolis første chance om et stort regionalt mesterskab kom den 30. januar 2010 om den ledige European Union supermellemvægts-titel. Han tabte en 12. omganges enstemmig afgørelse til danske Lolenga Mock i Århus. 
Den 26. oktober 2013 boksede han for første gang mod et verdensstjernenavn, da han tabte point mod tyske Arthur Abraham i Oldenburg i Tyskland.
Den 17. oktober 2015 satte De Carolis sig tættere på en stor verdenstitel, da han kæmpede mod Vincent Feigenbutz om WBA's midlertidige supermellemvægtstitel. Feigenbutz vandt en tæt enstemmig afgørelse med dommersedlerne på 115-113, 115-113 og 114-113, men resultatet blev set af nogle observatører som kontroversielle.  En rematch fandt sted den 9. januar 2016, hvor De Carolis hævnede sit nederlag ved at vinde den WBA (almindelig)supermellemvægttitlen ved at stoppe Feigenbutz i 11. omgang.
Den 16. juli 2016 forsvarede de Carolis sin titel i Berlin ved at få uafgjort mod den ubesejrede tyske Tyron Zeuge i Max Schmeling Halle i Berlin. Den 5. november 2016 boksede han igen i Potsdam mod Zeuge, men tabte i 12. omgang på knockout og dermed også sin verdensmesterskabets titel.
Udover dette har han slået bemærkelsesværdige navne Michael Recloux, Roman Shkarupa og Mouhamed Ali Ndiaye og tabt til Gaetano Nespro.